# Майами (Оклахома)
Майами (англ. Miami) — город в округе Оттава, штат Оклахома, США. Центр округа.

## География
Общая площадь города 25,4 км², из них 25,2 км² земель и 0,2 км² вода.

## Демография
По данным переписи населения США на 2010 год численность населения города Майами составляла 13570 человек, насчитывалось 5315 домашних хозяйств, в городе проживало 3337 семей. Плотность населения 485,9 чел на км². Расовый состав: 68,9 % белые, 0,5 % азиаты, 3,1 % чернокожие, 17,1 % коренных американцев, 2 % гавайцы и выходцы с тихоокеанских островов, 2,1 % другие расы, 8 % потомки двух и более рас.
Медианный доход на одно домашнее хозяйство в городе составлял $34561, доход на семью $42313. У мужчин средний доход $32699, а у женщин $25320. 14,2 % семей или 19,2 % населения находились ниже порога бедности.